# Haven van Antwerpen

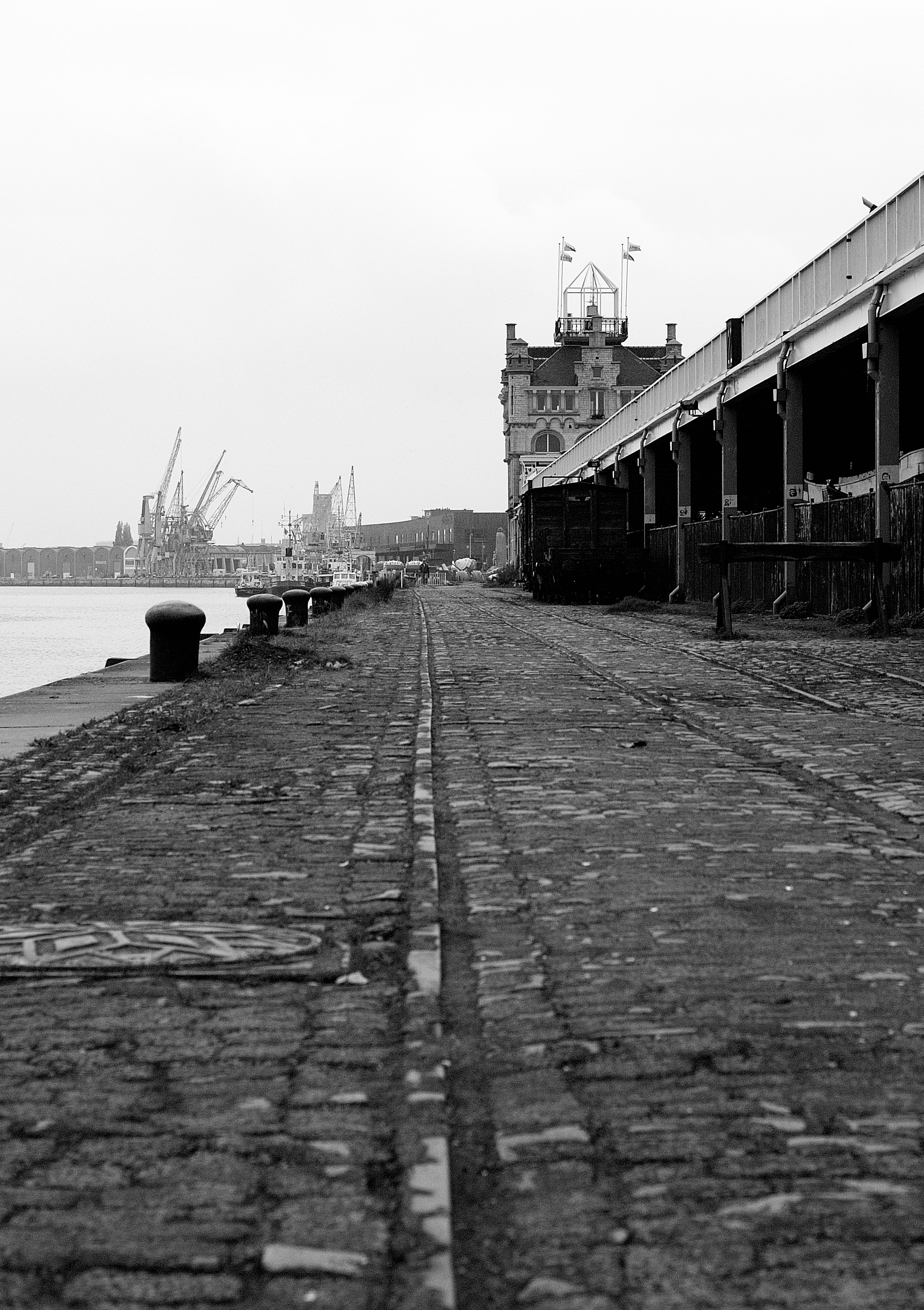
Oude kade met zicht op het 'noorderterras' in het centrum van Antwerpen, in gebruik als wandelboulevard

De haven van Antwerpen is de grootste zeehaven in België en samen met de haven van Brugge de een na grootste in Europa. In 2014 had de haven van Antwerpen een overslag van ruim 199 miljoen ton. Voor stukgoed is Antwerpen een van de grootste havens van Europa, voor overslag van stortgoederen is ze minder belangrijk.
De haven is verbonden met de Noordzee via de Westerschelde. De haven van Antwerpen speelt een belangrijke rol in de internationale handel. Ze is diep in het binnenland gelegen waardoor de af te leggen afstanden voor spoor- of wegvervoer opmerkelijk verminderen.
Dit speelt in het voordeel van het containervervoer, dat veel gebruikmaakt van deze transportmogelijkheden. Het containervervoer is vanaf de jaren 50 sterk toegenomen, vooral door de toenmalige Waalse economie. Eenheidsladingen zijn nu eenmaal makkelijker te vervoeren en eenvoudiger te behandelen. Niet alleen de traditionele producten, zoals textiel en elektronica, worden per container vervoerd maar ook vruchten, luxeauto’s en andere nieuwe producten verschijnen op de containermarkt.

## Geschiedenis

### Aan de Scheldekaaien
In de 12e eeuw werd Antwerpen voor het eerst vermeld als haven voor inscheping van passagiers naar Engeland en Zeeland, en als goederenhaven voor Duitse Rijn- en Moezelwijn met de bestemming Engeland. De haven kende een bloeitijd van 1200 tot 1350 dankzij de ontwikkeling van de lakenindustrie. In de 16e eeuw was er een groeiende export van lokale goederen naar onder andere Frankrijk, Spanje en Portugal en Marokko. In 1550 beschikte de haven over tien aanlegsteigers langs de Schelde en over acht binnenhavens (vlieten).

### Nieuwstad
Antwerpen werd in de zestiende eeuw het centrum van de wereldeconomie en de handel groeide exponentieel. Grotere zeeschepen konden de vlieten niet gebruiken omdat deze droogvielen bij eb en de capaciteit van de aanlegsteigers langs de Schelde werd bereikt. Grotere schepen moesten soms weken wachten alvorens zij konden lossen en laden. Mede daarom ontwierp Gilbert Van Schoonbeke een plan voor een noordelijke stadsuitbreiding. Er werden drie vlieten gegraven (Brouwersvliet, Timmervliet en Middelvliet) die van de Schelde afgesloten werden met sluizen. Hierdoor bleef het waterniveau in de vlieten stabiel en konden deze gebruikt worden door grotere zeeschepen. Vooral de Middelvliet was de trots van Antwerpen. Schepen tot 200 ton konden hier laden en lossen. De terreinen tussen de vlieten van de Nieuwe Stad werden in de volksmond "het Eilandje" genoemd, niet te verwarren het huidige Eilandje dat meer naar het noorden ligt tussen de Schelde het Bonaparte dok en het zuidelijke Kattendijk dok en de Kattendijksluis.

### Stagnatie
De Spaanse inval in 1585 leidde tot een blokkade van de Schelde door de Nederlanders en resulteerde in een neergang van de handel. In de daarop volgende twee eeuwen stagneerde de ontwikkeling van de haven.

### Napoleon, nieuwe start[4]
Het belang van Antwerpen als havenstad kreeg een nieuwe impuls door Napoleon Bonaparte. Dit was in eerste instantie vanwege militaire doelen: Napoleon bezocht in juli 1803 de stad met zijn echtgenote Joséphine de Beauharnais en de minister van oorlog Denis Decrès. 
Naast plannen voor economische groei - de stad was in twee eeuwen sterk achteruitgegaan in bevolkingsaantal, sinds het einde van de 16e eeuw - werd een marinehaven voorzien, met een grote scheepswerf tussen de voormalige Sint-Michielsabdij en de Citadel van Alva. De restanten van de abdij werden zelf onderdeel van het arsenaal. Op deze scheepswerf werden tussen 1804 en 1814 tientallen grote linieschepen en een reeks kleinere fregatten gebouwd, allen naar Frans ontwerp. De materialen (hout) werden in de Zuidelijke Nederlanden betrokken, het werkvolk bestond voor een belangrijk deel uit Franse veroordeelden. 
Hij gaf opdracht voor de aanleg van het eerste dok in 1811; dit dok kreeg de naam le petit bassin. Pas in 1903 werd het dok naar de keizer vernoemd en kreeg de naam "Bonapartedok". Het Willemdok, naar koning Willem I der Nederlanden, kwam in 1813 in gebruik als le grand bassin. In 1815 schonk de koning der Nederlanden het aan de Stad Antwerpen. Echter, de marinewerf werd onder het Nederlandse bewind afgeschaft en verviel, om tijdens de Belgische afscheiding door oorlogsgeweld en brand verder te vervallen, en uiteindelijk te worden gesloopt. De handel en scheepvaart die onder het Franse bewind een groei hadden gekend namen weer zienderogen af, tijdens het Verenigd Koninkrijk der  Nederlanden 1815-1830 lag de maritieme nadruk sterk op de noordelijke havens als Amsterdam en Rotterdam. De tolheffing op de Schelde na 1839 hinderde de commerciële ontwikkeling. 

### Onafhankelijkheid en groei

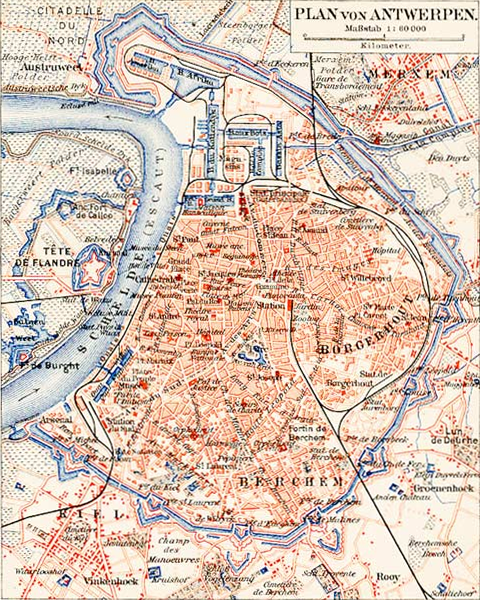
Overzicht van de stad en haven aan het einde van de 19e eeuw. De kaart is van 1897

In 1830 scheidde België zich af van het Verenigd Koninkrijk der Nederlanden. De enige toegangsweg voor zeeschepen naar de haven was via de Westerschelde, gelegen op Nederlands grondgebied. Nederland besloot tol te heffen op de schepen van en naar Antwerpen. Deze tol werd in 1863, mede onder druk van de Engelsen, opgeheven, waarmee Antwerpen eindelijk weer vrij kon ontwikkelen. In 1859 wordt de Kattendijksluis geopend, die de aanzet geeft voor de ontwikkeling van een nieuw havengedeelte. In 1863 wordt de Kempische Vaart aangesloten op het Kattendijkdok. In 1873, na de bouw van het Houtdok, Kempischdok en Asiadok wordt dit kanaal aangesloten op het Asiadok. In 1879 kreeg de haven een directe spoorverbinding met het Duitse achterland: de IJzeren Rijn naar het Ruhrgebied. Voor het Afrikadok en Amerikadok, die tegelijkertijd met het Asiadok werden ontworpen in 1872, dient eerst een deel van het Noordkasteel afgebroken te worden. Naar deze dokken, die bij de ingebruikname in 1887 de meest noordelijke waren, werd ook verwezen met de naam Siberiadok. Het Amerikadok werd aanvankelijk ook wel Petroleumdok genoemd, vanwege de petroleumoverslagactiviteiten aan dit dok. Na een ongeval werd besloten deze activiteiten te verhuizen naar Petroleum Zuid in de Hobokense Polder.

### Royerssluis
Voor de Eerste Wereldoorlog wordt de Royerssluis (1907) gebouwd, die rechtstreeks toegang geeft tot het Afrikadok (Siberiadok) en het nieuwe Albertdok. Verder worden ook het Eerste (1907), Tweede (1914) en Derde (1914) Havendok in gebruik genomen. In 1912 worden plannen gemaakt voor een Groote Doorsteek. Hierbij zou de Schelde rechtgetrokken worden via een nieuwe bedding tussen de bocht van Oosterweel en Kruisschans. Er waren immers slechts 5,5 kilometer kaaimuren die rechtstreeks aan de Schelde lagen. Door de rechttrekking zouden er acht kilometer kaaimuur bij komen aan deze doorsteek. Het is opmerkelijk dat men hierbij niet koos voor dokken, omdat het versassen "hinderlijk en tijdroovend" was. Uiteindelijk werd er niet gekozen voor de Groote Doorsteek, maar kreeg een rechttrekking van de bestaande Scheldebedding de voorkeur. Door het uitbreken van de Eerste Wereldoorlog werd ook dit plan niet uitgevoerd.

### Interbellum
Van 1900 tot 1930 zag de haven een sterke stijging van de vracht, slechts tijdelijk onderbroken door de Eerste Wereldoorlog. De capaciteit werd uitgebreid met onder andere de aanleg van de Kruisschanssluis en het Leopolddok en Hansadok. Het goederenvolume bedroeg in 1929 meer dan 26 miljoen ton en daarmee was Antwerpen de derde haven van Europa. In 1930 wordt het Albertkanaal, de vernieuwde Kempische Vaart, via het nieuwe Straatsburgdok aangesloten op de haven.

### Tweede Wereldoorlog
In de Tweede Wereldoorlog speelde de haven een belangrijke rol; ze was groot, uitgerust met moderne faciliteiten, voorzien van goede verbindingen naar het achterland, waaronder het Albertkanaal én lag dicht bij het front. Op 4 september 1944 werd de haven bevrijd door de geallieerden. Het vertrek van het Duitse leger was abrupt waardoor tijd ontbrak om de haven en faciliteiten te vernietigen. De haven was klaar voor gebruik, maar Walcheren, gelegen langs de vaarweg naar de haven, was nog bezet. Walcheren werd door Engelse en Canadese eenheden aangevallen en op 8 november 1944 was de Duitse tegenstand overwonnen en de vaarweg naar Antwerpen vrij. Het Amerikaanse leger kreeg de beschikking over de dokken in het noorden van de haven en de Engelsen die in het zuiden. Het eerste Amerikaanse vrachtschip James B. Weaver arriveerde op 28 november 1944 met manschappen en materieel van de 268th Port Company. Medio december was de haven al volop in gebruik en had het Amerikaanse leger gemiddeld 9.000 Belgische havenarbeiders in dienst. Duitse lucht- en raketaanvallen hinderden de werkzaamheden, maar de haven bleef continu in gebruik. In het eerste halfjaar van 1945 werd per maand gemiddeld 500.000 ton vracht gelost. Na de Duitse overgave werd de haven ook gebruikt voor het verschepen van munitie, voertuigen, tanks en ander materieel naar Azië voor de strijd tegen Japan. Na de overgave van Japan werd de bestemming Verenigde Staten. Na november 1945 namen de Amerikaanse militaire logistieke activiteiten af en in oktober 1946 waren alle operaties gestaakt.

### Expansie

#### Grote Doorsteek
Na de Tweede Wereldoorlog startte de haven aan een ambitieus plan, de 'Grote Doorsteek'. De naam werd gerecycleerd van het plan uit 1912, maar deze keer zou het niet gaan om een nieuwe Scheldebedding, maar wel om de uitbreiding van de dokkenhaven op de rechteroever, vanaf de Royerssluis in de richting van de grens met Nederland. Voor deze havenuitbreidingen moesten de polderdorpen Oosterweel, Wilmarsdonk, Oorderen en Lillo wijken.
In 1957 werd het Amerikadok uitgebreid naar het westen toe. De plannen voorzagen een verbinding met het Vijfde Havendok, maar hiervoor zou eerst het dorp Oosterweel moeten verdwijnen. In 1965 wordt het Kanaaldok ingehuldigd en in 1967 wordt de Zandvlietsluis in gebruik genomen. In 1965 wordt het dorp Oorderen, ten oosten van het Kanaaldok en ten noorden van het in 1966 geopende Churchilldok, afgebroken. Een jaar later is het de beurt aan Wilmarsdonk, ten zuiden van het Churchilldok. Pas in 1980 worden de belangrijkste delen van het plan afgewerkt met de opening van het Vijfde Havendok en de verbinding met het vernieuwde Amerikadok. De aanleg van de Berendrechtsluis vormt de kroon op het werk; deze bleef de grootste sluis van de wereld tot in 2016 de Kieldrechtsluis afgewerkt werd. De Berendrechtsluis kwam in 1989 gereed.

#### Waaslandhaven
De haven breidde zich vanaf de 1990 ook in westelijke richting uit in de provincie Oost-Vlaanderen op de linker Scheldeoever, de zogenaamde Waaslandhaven. De Kallosluis werd geopend in 1990, de Kieldrechtsluis in 2016.

### Derde Scheldeverdieping
Op 21 december 2005 tekenden Nederland en Vlaanderen een overeenkomst die voorziet in een verbreding en uitdieping van de vaargeul. Na de werkzaamheden kunnen grotere schepen met een diepgang van 13,1 meter de haven, bij laag water, in- en uitvaren. De huidige toegestane diepgang ligt op 11,9 meter. De werkzaamheden op Vlaams grondgebied waren reeds in 2007 gestart en Nederland volgde, met een grote vertraging, pas in begin 2010.

### Fusie met Zeebrugge
Op 12 februari 2021 kondigden Port of Antwerp en de Maatschappij van de Brugse Zeehaven een fusie aan. Ze gaan samen verder onder de naam Haven van Antwerpen-Brugge (Port of Antwerp-Bruges). Al in 2019 waren er plannen om met elkaar in zee te gaan.

### Chronologisch overzicht van de groei van de haven
| Naam dok of sluis           | Jaar ingebruikname | Nota |
| --------------------------- | ------------------ | --- |
| Brouwersvliet               | 1550               | in 1930-31 gedempt |
| Timmervliet                 | 1550               | hergebruikt voor Bonapartedok en Willemdok                                                                            |
| Middelvliet                 | 1550               | hergebruikt voor Bonapartedok en Willemdok                                                                            |
| Bonapartesluis              | 1811               | in 1976 gedempt |
| Bonapartedok                | 1811               | verwijdering landtong tussen Middelvliet en Timmervliet ten westen van Oostershuis                                    |
| Willemdok                   | 1813               | verwijdering landtong tussen Middelvliet en Timmervliet ten oosten van Oostershuis                                    |
| Kattendijksluis             | 1859               | |
| Sasdok                      | 1859               | |
| Kattendijkdok (1)           | 1860               | eerste deel, tot aan de vesten in het zuiden, tot aan het latere Houtdok in het noorden                               |
| aansluiting Kempische Vaart | 1863               | oostelijk deel: huidige IJzerlaan, westelijk deel in 1873 gedempt voor aanleg Kempischdok                             |
| Houtdok                     | 1864               | |
| Kattendijkdok (2)           | 1869               | zuidelijke uitbreiding, op grond van de afgebroken vesten                                                             |
| Verbindingsdok              | 1869               | |
| Asiadok (1)                 | 1873               | zuidelijke deel, tot aan aansluiting Houtdok in het noorden. Aansluiting Kempische vaart.                             |
| Kempischdok                 | 1873               | op de plaats van de aansluiting van het Kempische vaart.                                                              |
| Kattendijkdok (3)           | 1881               | noordelijke uitbreiding                                                                                               |
| Suezdok                     | 1881               | |
| Afrikadok                   | 1887               | ook wel Siberiadok, later Lefèbvredok. In 1976 samengevoegd met Amerikadok.                                           |
| Amerikadok (1)              | 1887               | reeds ontworpen in 1872, start van bouw uitgesteld tot 1882 vanwege discussie over afbraak Noordkasteel               |
| Royerssluis                 | 1907               | |
| Albertdok (1)               | 1907               | tot aan Eerste Havendok                                                                                               |
| Eerste Havendok             | 1907               | gedempt in 1992 |
| Albertdok (2)               | 1914               | tot aan Derde Havendok                                                                                                |
| Tweede Havendok             | 1914               | |
| Derde Havendok              | 1914               | |
| Oude Graandok               | 1922               | gedempt in 1993 |
| Van Cauwelaertsluis         | 1928               | |
| Hansadok                    | 1928               | |
| Leopolddok                  | 1928               | |
| Albertdok (3)               | 1928               | noordelijke verlenging, met toegang naar Leopolddok                                                                   |
| Straatsburgdok              | 1930               | |
| aansluiting Albertkanaal    | 1930               | vervangt de Kempische vaart                                                                                           |
| Vierde Havendok             | 1932               | |
| Asiadok (2)                 | 1935               | noordelijk deel, verbinding met Straatsburgdok                                                                        |
| Petroleumdok                | 1950               | |
| Marshalldok                 | 1950               | |
| Boudewijnsluis              | 1955               | |
| Vijfde Havendok (1)         | 1960               | westelijk deel, toegang tot Industriedok                                                                              |
| Industriedok                | 1960               | |
| Zesde Havendok              | 1964               | |
| Kanaaldok                   | 1965               | Oorderen, ten oosten van het dok wordt afgebroken.                                                                    |
| Churchilldok                | 1966               | Wilmarsdonk, ten zuiden van het dok wordt afgebroken.                                                                 |
| Zandvlietsluis              | 1967               | grootste sluis ter wereld tot aan opening van Berendrechtsluis                                                        |
| Amerikadok (2)              | 1976-1980          | landtong tussen Siberia-/Lefèbredok en Amerikadok afgegraven.                                                         |
| Amerikadok (3)              | jaren 70           | westelijke en noordwestelijke uitbreiding, groot deel van het in 1934 gebouwd recreatiedomein Noordkasteel verdwijnt. |
| Kallosluis                  | 1979               | de bouw van deze sluis betekende de start van de ontplooiing van de Antwerpse haven op de linkeroever van de schelde  |
| Vijfde Havendok (2)         | 1981               | oostelijk deel, verbinding met Amerikadok wordt ingevaren op 10 februari 1981                                         |
| Bevrijdingsdok              | 1981               | grootste getijdevrije dok van de haven van Antwerpen. (voorheen: Delwaidedok)                                         |
| Vrasenedok                  | 1987               | |
| Berendrechtsluis            | 1989               | grootste sluis ter wereld tot aan opening van Kieldrechtsluis                                                         |
| Waaslandkanaal              | 1989               | |
| Verrebroekdok               | 2000               | |
| Doeldok                     | 2004               | |
| Deurganckdok                | 2005               | grootste getijdendok ter wereld                                                                                       |
| Kieldrechtsluis             | 2016               | grootste sluis ter wereld                                                                                             |

## Exploitatie
De havengebieden op de grond van de stad Antwerpen worden beheerd door het Gemeentelijk Havenbedrijf Antwerpen. CEO van het GHA is Jacques Vandermeiren. Verantwoordelijk schepen bij het stadsbestuur is Annick De Ridder. In 2012 woedt de discussie binnen het havenbedrijf over het al dan niet kwijtschelden van een boete van in totaal 51 miljoen euro aan terminaluitbaters DP World en PSA. Zij hebben in de afgelopen jaren minder vervoer gerealiseerd dan contractueel vastgelegd werd met het havenbedrijf. De stad Antwerpen investeert namelijk in de havenzone met publiek geld.

## Operationele gegevens
In 2014 verwerkte de haven 199,0 miljoen ton aan goederen en was hiermee na Rotterdam de grootste haven van Europa. In hetzelfde jaar werden 8,98 miljoen TEU's containers overgeslagen. De haven heeft een belangrijke positie in Europa voor het behandelen van staal, fruit, hout, koffie en tabak. In 2014 deden 14.009 zee- en circa 57.000 binnenschepen de haven van Antwerpen aan.
Hieronder een figuur met meer historische gegevens:
|                       |                                      |                                      | 2000   | 2006   | 2007   | 2008   | 2009   | 2010   | 2011   | 2012   | 2013   | 2014   | 2015   | 2016   | 2017   | 2018   | 2019   |
| --------------------- | ------------------------------------ | ------------------------------------ | ------ | ------ | ------ | ------ | ------ | ------ | ------ | ------ | ------ | ------ | ------ | ------ | ------ | ------ | ------ |
| Aanvoer (miljoen ton) | Aanvoer (miljoen ton)                | Aanvoer (miljoen ton)                | 75,2   | 92,0   | 99,8   | 105,0  | 81,6   | 92,9   | 98,0   | 94,6   | 97,8   | 98,8   | 106,0  | 110,4  | 114,3  | 121,2  | 120,6  |
| Afvoer (miljoen ton)  | Afvoer (miljoen ton)                 | Afvoer (miljoen ton)                 | 55,3   | 75,4   | 83,1   | 84,4   | 76,2   | 85,3   | 89,1   | 89,5   | 93,0   | 100,2  | 102,5  | 103,7  | 109,4  | 114,1  | 117,6  |
| TOTAAL (miljoen ton)  | TOTAAL (miljoen ton)                 | TOTAAL (miljoen ton)                 | 130,5  | 167,4  | 182,9  | 189,4  | 157,8  | 178,1  | 187,1  | 184,1  | 190,8  | 199,0  | 208,4  | 214,2  | 223,7  | 235,3  | 238,2  |
| → waarvan:            | containers                           | (miljoen ton)                        | 44,5   | 80,8   | 95,0   | 101,4  | 87,2   | 102,5  | 105,1  | 104,1  | 102,0  | 108,3  | 113,3  | 117,9  | 123,0  | 130,9  | 138,8  |
| → waarvan:            | containers                           | (miljoen TEU)                        | n.b.   | 7,1    | 8,2    | 8,7    | 7,3    | 8,5    | 8,6    | 8,6    | 8,5    | 9,0    | 9,7    | 10,0   | 10,5   | 11,1   | 11,9   |
| → waarvan:            | roll-on-roll-off (miljoen ton)       | roll-on-roll-off (miljoen ton)       | 6,0    | 3,9    | 4,4    | 4,4    | 3,2    | 3,7    | 4,2    | 4,8    | 4,5    | 4,5    | 4,7    | 4,6    | 5,1    | 5,8    | 6,7    |
| → waarvan:            | conventioneel stukgoed (miljoen ton) | conventioneel stukgoed (miljoen ton) | 18,2   | 18,4   | 19,8   | 16,9   | 10,5   | 11,1   | 12,7   | 10,9   | 10,0   | 9,9    | 10,0   | 9,8    | 10,3   | 10,2   |        |
| → waarvan:            | massagoed (miljoen ton)              | massagoed (miljoen ton)              | 61,7   | 64,3   | 64,1   | 66,7   | 56,9   | 60,8   | 65,1   | 64,4   | 73,9   | 76,4   | 80,5   | 81,9   | 85,4   | 88,9   | 86     |
| Aantal zeeschepen     | Aantal zeeschepen                    | Aantal zeeschepen                    | 16.105 | 15.770 | 16.689 | 16.406 | 13.923 | 14.783 | 15.240 | 14.593 | 14.220 | 14.009 | 14.417 | 14.473 | 14.223 | 14.595 | 14,391 |

Het aandeel van de containers in de totale vervoersstroom door de haven laat een sterke stijging zien; in 2000 lag het aandeel op 34% en in 2014 reeds op 54%. Dit is vooral ten koste gegaan van het aandeel van het conventionele stukgoed. In 2009 hebben zeer grote containerschepen, met een capaciteit van meer dan 14.000 TEU's, de haven aangedaan. Antwerpen heeft hiermee zijn marktpositie verstevigd en was de tweede containerhaven van Europa, na Rotterdam. Het vervoer tussen de haven en achterland gaat voor het merendeel over de weg, maar het belang van de binnenvaart neemt toe. In 2009 werd bijna 35% van alle vracht met binnenvaartschepen aan- of afgevoerd.
In mei 2011 werd een spoordienst aangekondigd tussen de haven van Antwerpen en de Chinese stad Chongqing. Chongqing is met 32 miljoen inwoners de grootste stad ter wereld, gelegen zo’n 1.500 kilometer ten westen van Shanghai. De spoorverbinding loopt van Antwerpen over Duitsland en Polen naar Oekraïne, Rusland, Mongolië en China. De afstand van begin- tot eindpunt is circa 10.000 kilometer en wordt daarmee de langste treindienst ter wereld. Er wordt alleen vracht vervoerd, met name containers. Het idee van deze dienst tussen beide steden werd gedaan tijdens een zakenreis die het Gemeentelijk Havenbedrijf Antwerpen en partners in 2010 hebben georganiseerd naar China. De treinreis zal circa 22 dagen duren; lading dat per schip wordt vervoerd doet er ongeveer tweemaal zo lang over.

### Containerterminals
De gestage groei van het containervervoer heeft geleid tot meer gespecialiseerde terminals die steeds sneller en efficiënter containers kunnen behandelen. De eerste terminals, waaronder het Delwaidedok, bevonden zich achter de sluizen op de rechteroever van de Schelde. Later is men ook vóór de sluizen terminals gaan bouwen, waarmee de vaartijd werd verkort. De Noordzeeterminal is hier een voorbeeld van. Als laatste is op de linkeroever van de Schelde een nieuwe terminal gebouwd: het Deurganckdok.
Met de bouw van het nieuwe Deurganckdok kan de haven zijn sterke positie in de wereldhandel behouden en haar positie als containerhaven verstevigen. In 2007 is het dok in gebruik genomen. Het heeft een maximale capaciteit van 7 miljoen TEU's per jaar; dit is een verdubbeling van de capaciteit van de haven. Wanneer de twee terminals van het dok volledig in gebruik zullen zijn, zal het Deurganckdok ongeveer 3.000 personen tewerkstellen. Anno 2013 zijn de terminals langs beide zijden nog maar voor de helft afgewerkt en werken er 473 personen. Het Delwaidedok is ook helemaal vernieuwd en aangepast aan de nieuwste generatie containerschepen. Deze containerschepen zijn meer dan 300 meter lang en hebben een capaciteit van meer dan 10.000 TEU's. Door de bouw van het Deurganckdok en de vernieuwing van het Delwaidedok, kunnen ook deze reuzen behandeld worden in de haven van Antwerpen.
Volgend project is het Saeftinghedok in de Saeftinghezone, een gebied van duizend hectare dat ingepland staat als havengebied op de linkeroever van de Schelde, met een containerdok. De werkgroep Doel 2020 verzet zich tegen de bedreiging van Doel en van het natuurgebied De Putten, een beschermd gebied tussen Doel en Kieldrecht.
Op 29 juli 2015 werd het record van grootste containerschip in de Antwerpse haven verbroken door de MSC Zoe. Het schip, met een lengte van 395,4 meter en een breedte van 59 meter, heeft een maximale laadcapaciteit van 19.224 TEU. Dergelijke records werden regelmatig gebroken. Op 9 juni 2017 ging het record over op de Madrid Maersk, een schip van de A.P. Møller-Mærsk Group uit de tweede generatie Maersk triple-E-schepen waarvan de laadcapaciteit op 20.568 TEU ligt. Een nieuw record werd gezet op 3 oktober 2019, toen de MSC Isabella met een capaciteit van 23.656 TEU aanmeerde te Antwerpen. Slechts een maand later, op 3 november, brak dezelfde rederij dit record met 100 TEU, met de MSC Leni, een zusterschip van de MSC Gülsun, het grootste containerschip ter wereld met een capaciteit van 23.756 TEU.

## Industrie
- Petrochemie: het grootste petrochemisch complex ter wereld na Houston in Texas met bedrijven als Bayer, BASF, Borealis, Solvay en Evonik Degussa.
- Aardolieraffinaderijen: Exxonmobil, Total etc. (aardolie wordt aangevoerd met kleinere tankers en via de RAPL-pijpleiding)
- Elektriciteitsproductie: Doel (nucleair)

## Maritieme kennis
Antwerpen beschikt als wereldhaven over de nodige maritieme kennis. Deze is geconcentreerd bij de universiteit, de hogescholen en andere onderwijsinstellingen, bij studiebureaus en consultancybedrijven, bij studiediensten van overheidsbesturen en bij intellectuele dienstverleners. De gespecialiseerde haven- en scheepvaartgebonden kennis is zeer gevarieerd: te denken valt aan branches als waterbouwkunde, nautische wetenschappen, scheepswerktuigkunde, internationale handel, haven- en scheepvaarteconomie, zee- en transportrecht, zee- en transportverzekering, maritieme expertises en zelfs tropische geneeskunde.
De Antwerpse kennis is internationaal gerespecteerd. Vaak worden Antwerpse experts gevraagd voor adviesverlening, onderwijs en kennisverspreiding in het buitenland, en de Universiteit Antwerpen (met het Institute of Transport and Maritime Management Antwerp of ITMMA en het European Institute of Maritime and Transport Law of EIMTL) en de Maritime Academy (voorheen Hogere Zeevaartschool) trekken van over de hele wereld talrijke buitenlandse studenten en congresgangers aan. Ook via APEC-Antwerp/Flanders Port Training Center en Flanders Hydraulics wordt Antwerpse havenkennis over de hele wereld verspreid.

## Dokken
| - Afrikadok (opgegaan in Siberia-, Lefèbvre- en Amerikadok) - Albertdok - Amerikadok - Asiadok - Bevrijdingsdok - Bonapartedok - Churchilldok - Derde Havendok - Deurganckdok - Doeldok - Eerste Havendok (gedempt) - Graandok - Hansadok - Houtdok - Industriedok - Kanaaldok - Kanaaldok B1 - Kanaaldok B2 - Kanaaldok B3 - Kattendijkdok - Kempischdok - Kooldok (gedempt zuiderdok) - Lefèbvredok - Leopolddok - Lobroekdok | - Margueriedok - Marshalldok (Binnenvaarttankers) - Noordschippersdok (gedempt) - Noordelijk Insteekdok (Kallo-Linkeroever) - Petroleumdok (Zeeschepentankers) - Saeftinghedok (gepland) - Sasdok - Schippersdok (gedempt zuiderdok) - Schuildok voor Lichters (gedempt - alleen nog de geul) - Siberiadok (oorspronkelijk Afrikadok, later opgegaan in Lefèbvre- en Amerikadok) - Steendok (gedempt zuiderdok) - Straatsburgdok - Suezdok - Tweede Havendok - Verbindingsdok - Verrebroekdok - Vierde Havendok - Vijfde Havendok - Vrasenedok - Waaslandkanaal (Linkeroever-Kanaaldok) - Willemdok - Zesde Havendok - Zevende Havendok (thans Churchilldok) - Zuidelijk Insteekdok (Kallo-Linkeroever) |

## Sluizen
- Berendrechtsluis
- Bonapartesluis (gedempt)
- Boudewijnsluis
- Kallosluis (Linkeroever)
- Kattendijksluis (gesloten rond 1994, werd in 2012 opnieuw opengesteld na renovatie)[20]
- Kieldrechtsluis (Linkeroever, grootste sluis ter wereld)
- Royerssluis
- Van Cauwelaertsluis (voormalige Kruisschanssluis)
- Zandvlietsluis (voormalige grootste sluis ter wereld)
- Zuidersluis (in 1967 gedempt)

Ooit gepland, maar nooit gerealiseerd is de Boerinnensluis

## Natuur
Sinds enige tijd bestaat er een samenwerking tussen de Haven van Antwerpen en Natuurpunt voor het afbakenen van waardevolle gebieden in de Haven. Het project "De Antwerpse haven natuurlijker" zorgde voor een evenwicht tussen beschermde soorten, het vrijwaren van nartuurcorridors en de economische functie van de haven. In 2014 werd door het ondertekenen van een overeenkomst een duidelijk basis gelegd voor rechtszekerheid voor de aanwezige bedrijven.
Anno 2011 bevat het havengebied ook 650 hectare natuurgebied. Daarnaast zijn er gebieden ingekleurd als Natura 2000gebied.

### Fauna en Flora
Het havengebied telt enkele soorten die in België uitsluitend in de haven van Antwerpen voor komen. Daarnaast komen er 118 soorten voor die op Vlaams of Europees niveau beschermd zijn.
Fauna
- Zoogdieren - meervleermuis
- Vogels - gierzwaluw, oeverzwaluw, huiszwaluw, slechtvalk, visdief, zwartkopmeeuw, blauwborst, bruine kiekendief
- Amfibieën - rugstreeppad,
- Ongewervelden - In 2015 werden enkele zeldzame sprinkhanen aangetroffen. Namelijk de duinsabelsprinkhaan, de dierentuinkrekel en de boomkrekel.

Flora
- Wit bosvogeltje, Moeraswespenorchis, Groenknolorchis

## Galerij luchtfoto's

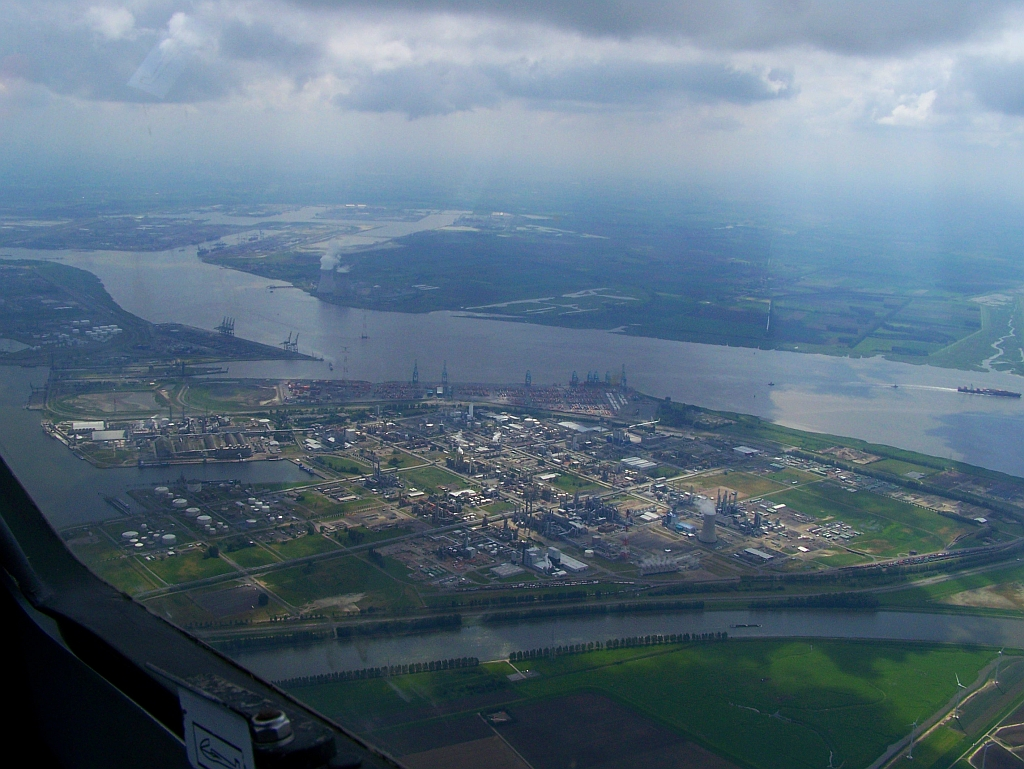
Luchtfoto Haven van Antwerpen, site BASF op de voorgrond
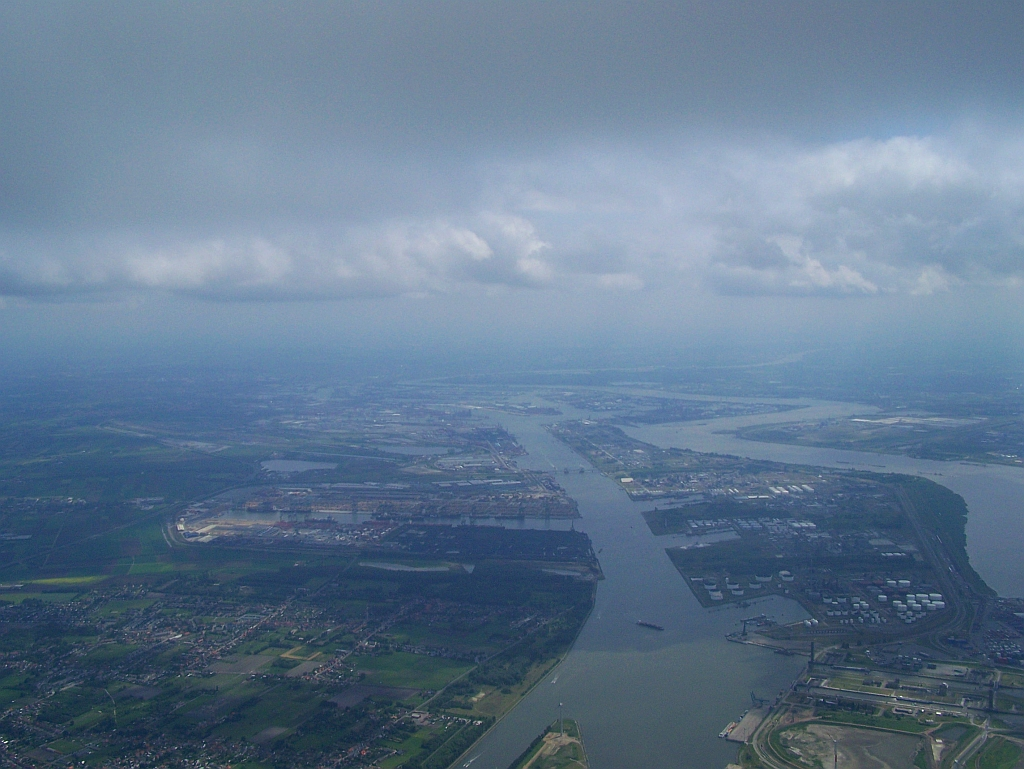
Luchtfoto Haven van Antwerpen
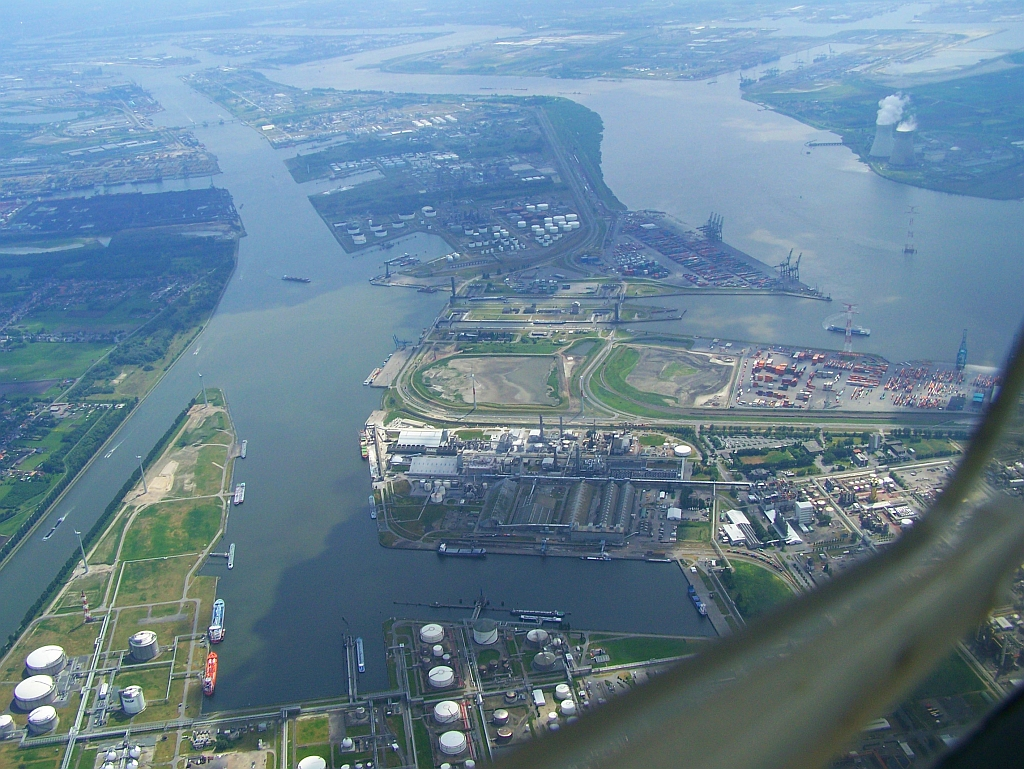
Het Kanaaldok
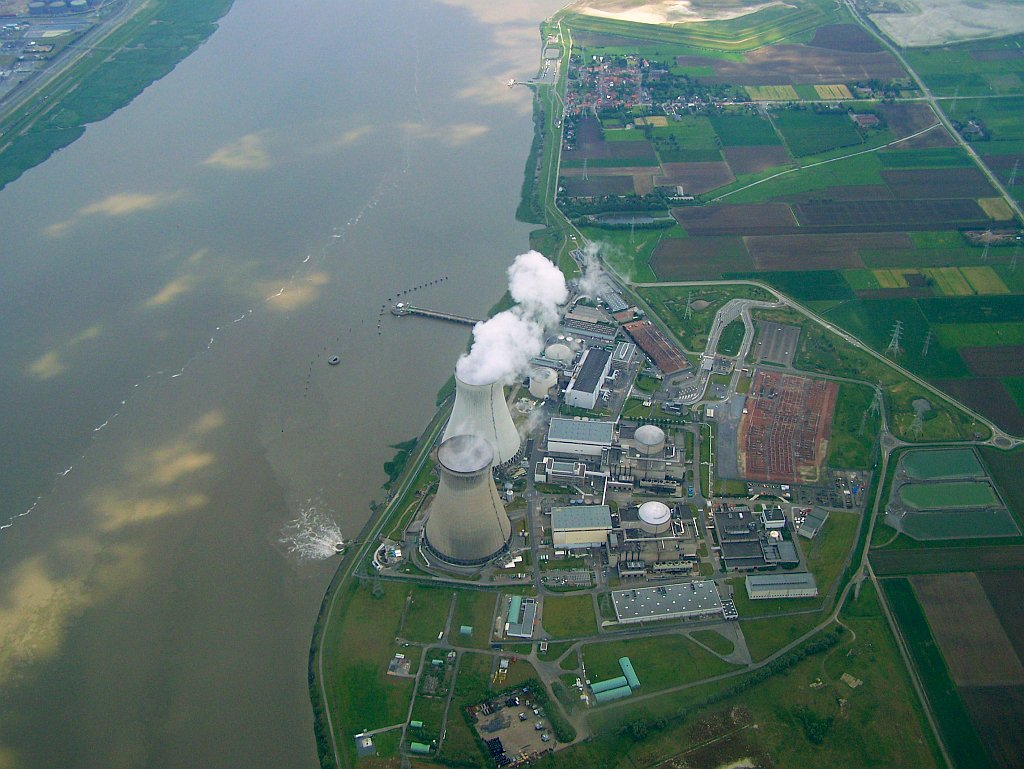
Kerncentrale Doel
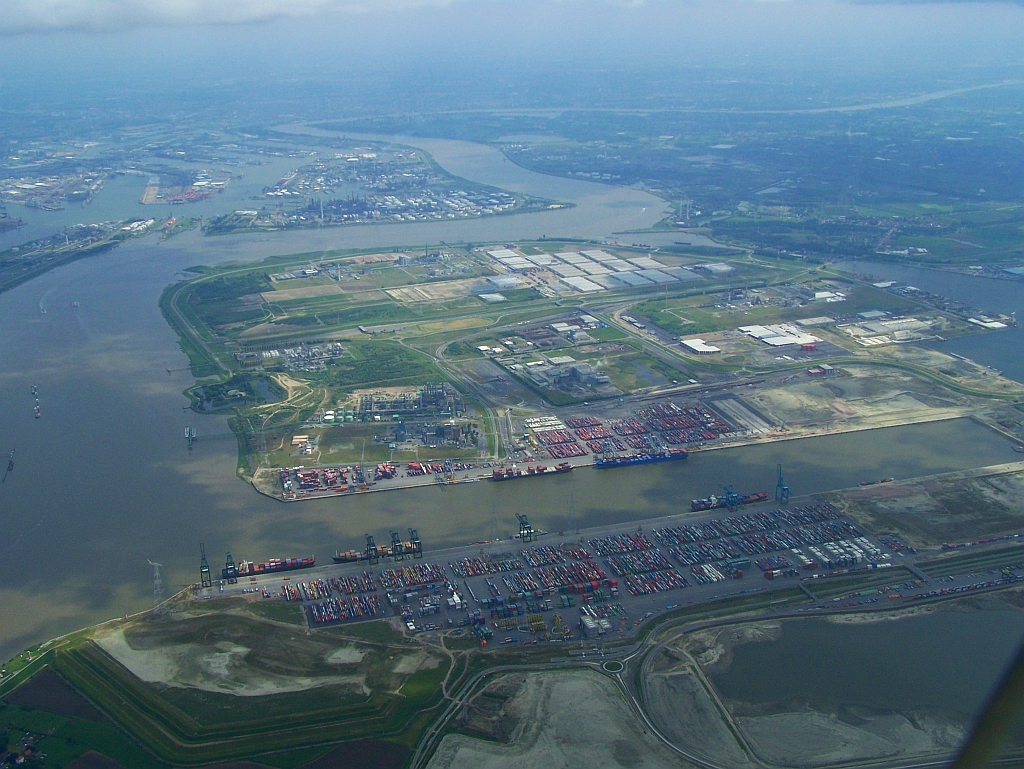
Deurganckdok
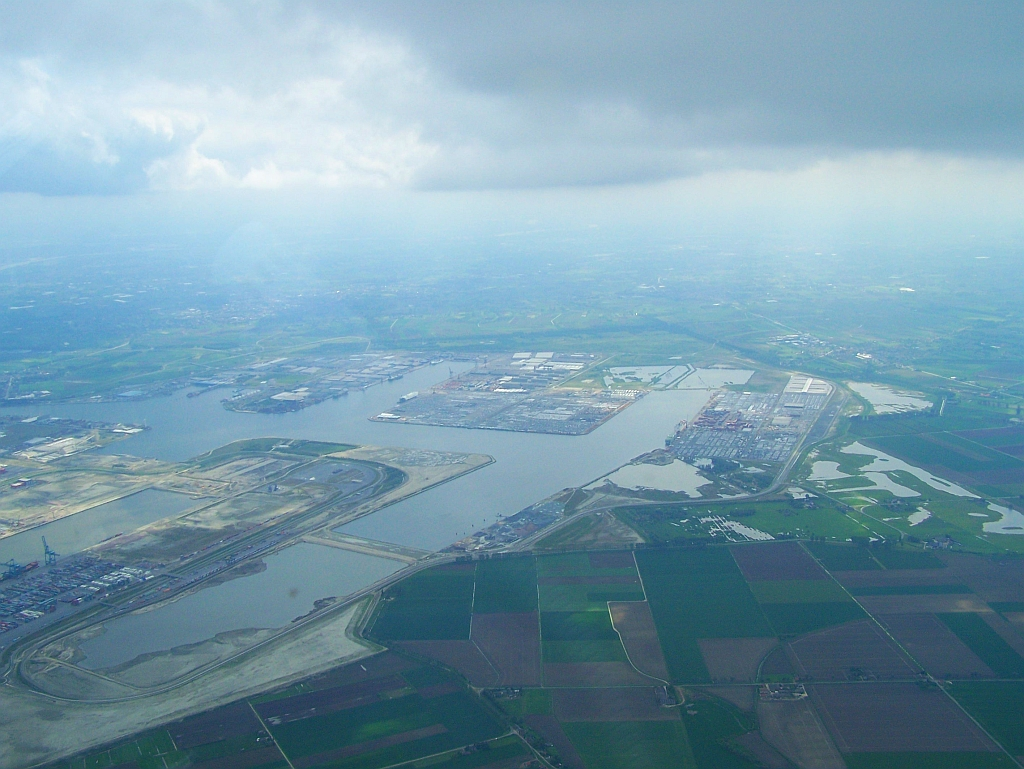
Waaslandhaven
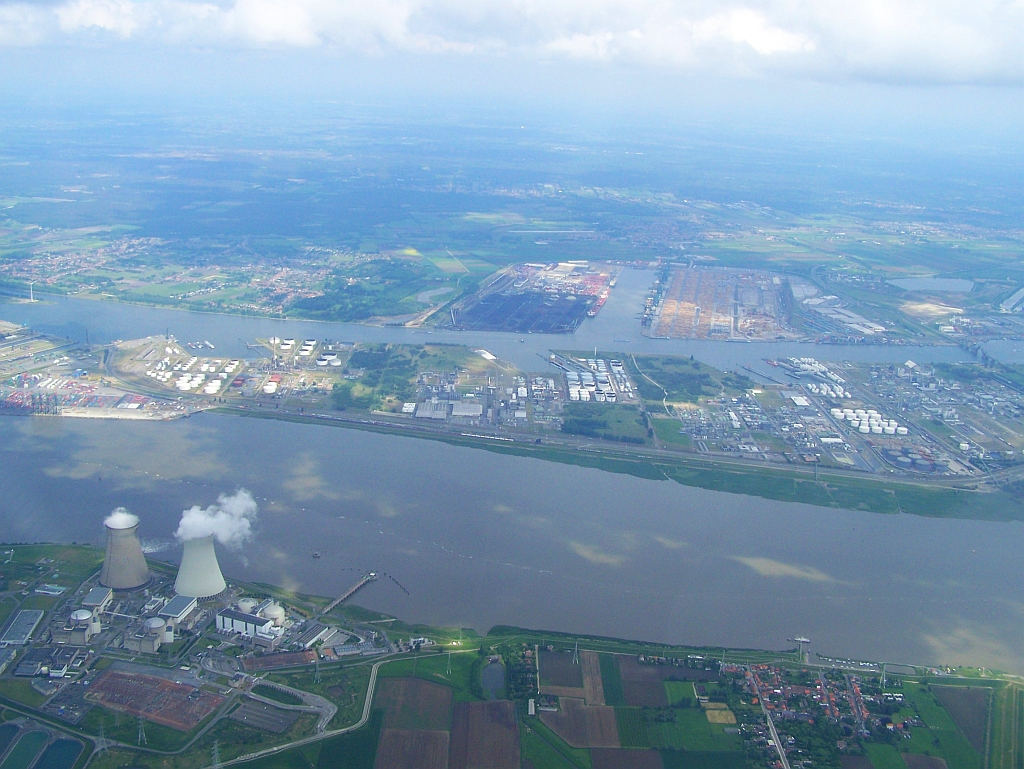
Site Bayer in het midden
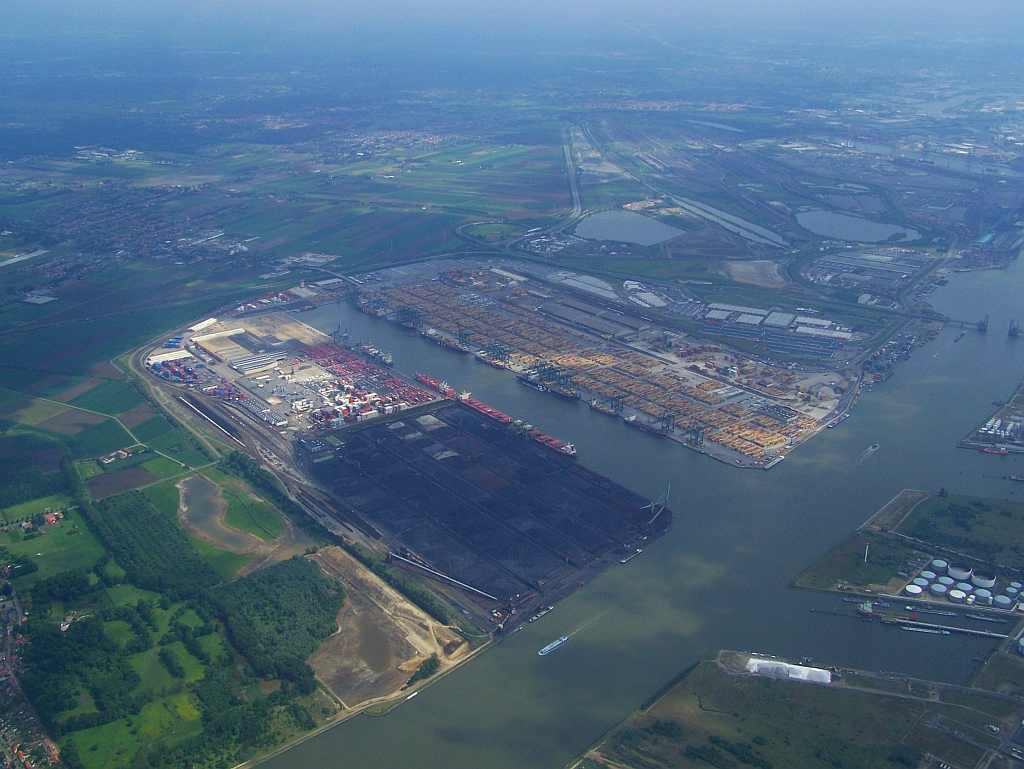
Het Delwaidedok
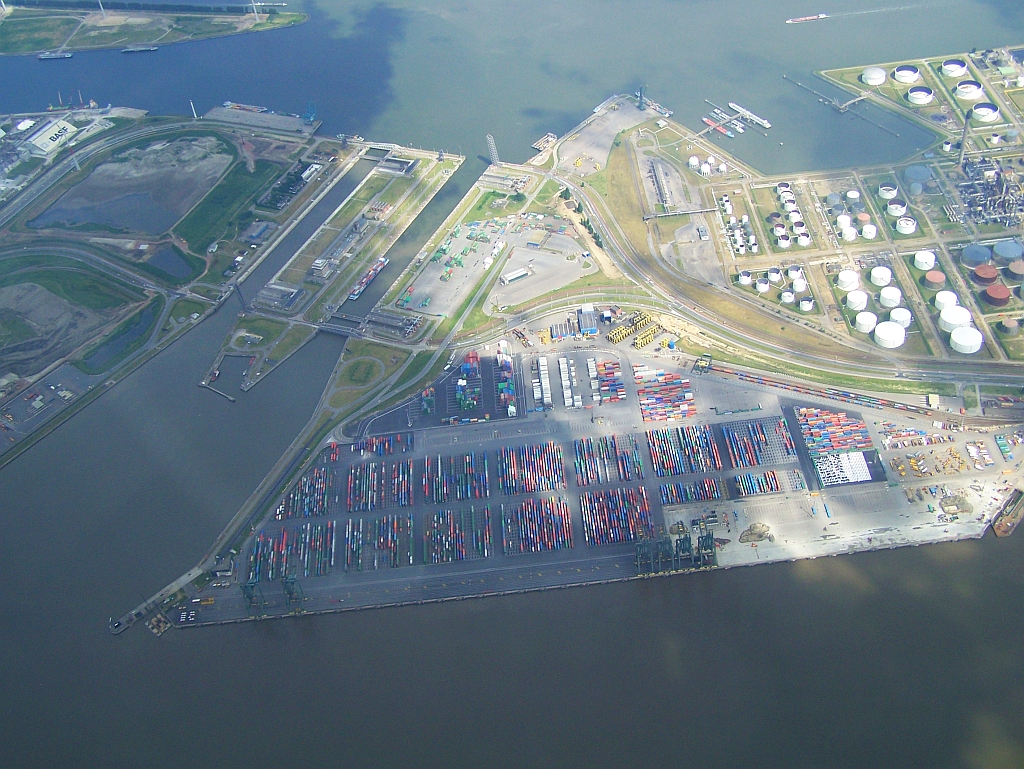
Zandvliet en Berendrechtsluis